# Gouvernement Raima
Raima (arabisch ريمة, DMG Raima) ist eines der 22 Gouvernements des Jemen. Es liegt etwa 200 km  westlich der jemenitischen Hauptstadt Sanaa.
Raima hat eine Fläche von 2.442 km². Die Einwohner dieses Gouvernements stellen 2,00 % der gesamten Bevölkerung des Jemens dar, also etwa 561.000 Einwohner (Stand: 2017). Die Bevölkerungsdichte pro km² beträgt 230 Einwohner.